# Glen Rose
Glen Rose je město v americkém státě Texas (okres Somervell). Leží asi 100 kilometrů jihozápadně od Dallasu. Žije zde přibližně 2 700 obyvatel. Celková výměra města činí 7,1 km2. Bylo založeno v roce 1849 obchodníkem Charlesem Barnardem na původním území Komančů. Původně se jmenovalo Barnard's Mill podle místního mlýna, v roce 1875 se stalo sídlem okresu a získalo současný název.

## Paleontologie
Nedaleko města protéká řeka Paluxy, známá zkamenělinami dinosauřích stop (dnes především turistická atrakce v podobě Dinosaur Valley State Park). Zajímavé jsou objevy stop sauropodních dinosaurů, kteří zde možná plavali v mělké vodě.
Tato lokalita je celosvětově známá díky proslulým horninám s dinosauřími stopami a jejich sériemi. V místních sedimentech spodnokřídového stáří (stáří asi 113 milionů let) na území dnešního Dinosaur Valley State Park byly již na začátku 20. století objeveny fosilní otisky stop velkých sauropodních i teropodních dinosaurů. Jejich výzkumem se proslavil zejména paleontolog Roland T. Bird. Slavné jsou například série stop dvou dinosaurů (dravého teropoda a býložravého sauropoda), zobrazující možná útok prvního z nich na druhého zmíněného - možná se jedná o jakýsi paleontologický záznam dávného lovu. Původci stop mohli být dinosauři příbuzní rodům Acrocanthosaurus a Sauroposeidon.

## Zajímavosti
Každoročně o Velikonocích se v místním amfiteátru koná velké muzikálové pašijové představení The Promise. Hlavním zaměstnavatelem je nedaleká jaderná elektrárna Comanche Peak Nuclear Power Plant, jediná na území Texasu.
Okolí města má vlhké subtropické podnebí, nachází se v něm řada pramenů s léčivou vodou.